# Miloš Milutinović
Miloš Milutinović (* 5. Februar 1933 in Bajina Bašta, Jugoslawien; † 28. Januar 2003 in Belgrad), auch  „Milo“ genannt, war ein jugoslawischer Fußballspieler und -trainer.

## Karriere als Spieler

### Vereine

#### Beginn
Milutinović begann seine Karriere in Bor beim dort ansässigen RFK Bor und blieb dort bis zu seinem 18. Lebensjahr. Während dieser Zeit war er auch Kapitän der Juniorenauswahl, die das UEFA-Juniorenturnier 1951 in Frankreich, am 26. März in Cannes mit 3:2 gegen die Auswahl Österreichs gewann.
Dem Jugendalter entwachsen, wurde er 1952 vom Erstligisten Partizan Belgrad verpflichtet, für den er noch im selben Jahr erstmals zu Punktspielen kam. Mit der Mannschaft nahm er 1955 am erstmals ausgetragenen Europapokal der Landesmeister teil, überstand mit ihr die 1. Runde gegen Sporting Lissabon und schied im Viertelfinale mit 4:3 – nach Hin- und Rückspiel – gegen den späteren Sieger Real Madrid aus. Dennoch avancierte er mit acht Toren zum treffsichersten Torschützen dieses Wettbewerbs; beim mit 3:0 gewonnenem Rückspiel gegen Real Madrid gelangen ihm alle drei Tore. Ein jugoslawischer Meistertitel blieb ihm versagt, es reichte lediglich dreimal zum Vizemeistertitel (1954, 1956, 1958) sowie zu drei Pokalsiegen (1952, 1954, 1957), wobei er lediglich beim dritten Erfolg zum Einsatz kam. Zwischen 1951 und 1958 absolvierte er 192 Pflichtspiele, in denen er sich 183 Mal als Torschütze auszeichnen konnte.

#### Fortsetzung
Zur Saison 1958/59 wechselte er zum Ligakonkurrenten OFK Belgrad, für den er in seinen ersten acht Punktspielen neun Tore erzielte, bevor er schwer erkrankte und seine Karriere für zwei Jahre unterbrechen musste.
Nachdem er in München erfolgreich behandelt worden war, setzte er seine Karriere in der Spielzeit 1960/61 beim FC Bayern München in der Oberliga, der seinerzeit höchsten deutschen Spielklasse, fort. Für die Bayern bestritt er 20 Punktspiele, in denen er fünf Tore erzielte. Sein erstes Spiel in der Oberliga Süd bestritt er am 25. September 1960 (7. Spieltag) beim 4:2-Sieg im Heimspiel gegen den VfR Mannheim. Am 2. Oktober 1960 (8. Spieltag) erzielte er mit dem Treffer zum 1:0 in der 21. Minute im Auswärtsspiel gegen den SSV Jahn Regensburg nicht nur sein erstes Oberligator, es war zugleich der Siegtreffer dieser Begegnung.

#### Ende
Von 1961 bis 1963 spielte er für den Erstligisten RC Paris, mit dem er in seiner ersten Saison Zweiter, in seiner letzten Saison Zehnter der Meisterschaft wurde. Daraufhin wechselte er zur Saison 1963/64 zum Ligakonkurrenten Stade Français, mit dem er – auch in seiner letzten Saison 1964/65 – nur den 15. Tabellenplatz belegte.
1968 kehrte er für OFK Belgrad – bei dem er zwischenzeitlich den Posten des technischen Leiters bekleidete – nochmal auf das Spielfeld zurück und erzielte in 42 Pflichtspielen 13 Tore.

### Nationalmannschaft
Für die A-Nationalmannschaft bestritt Milutinović 33 Länderspiele und erzielte 16 Tore. Sein Debüt gab er am 21. Mai 1953 in Belgrad beim 5:2-Sieg über die Auswahl Wales’. Sein erstes Länderspieltor erzielte er am 8. November 1953 in Skopje beim 1:0-Sieg gegen die Auswahl Israels. Am 19. Oktober 1955 erzielte er im Test-Länderspiel in Dublin, beim 4:1-Sieg gegen die Auswahl Irlands, seinen ersten Dreifachtorerfolg, den er am 9. September 1956 in Belgrad, beim 4:2-Sieg im Test-Länderspiel gegen die Auswahl Indonesiens, wiederholen konnte.
Er nahm mit der Mannschaft an der vom 16. Juni bis 4. Juli 1954 in der Schweiz ausgetragenen Weltmeisterschaft teil, kam in beiden Gruppenspielen gegen die Auswahl Frankreichs und Brasiliens und bei der 0:2-Niederlage gegen die Auswahl Deutschlands im Viertelfinale zum Einsatz. Sein einziges Turniertor war der 1:0-Siegtreffer im ersten Gruppenspiel, welches das erste Tor bei einer Fußball-Weltmeisterschaft war, das live im Fernsehen zu sehen war, da diese Partie als erste der WM-Geschichte im Fernsehen übertragen wurde.
Auch an der vom 8. bis 29. Juni 1958 in Schweden ausgetragenen Weltmeisterschaft nahm er teil und kam in den ersten beiden Gruppenspielen zum Einsatz. Wie schon vier Jahre zuvor unterlag er mit seiner Mannschaft erneut im Viertelfinale der deutschen Auswahl – diesmal mit 0:1; es war zugleich sein letztes Länderspiel.

## Erfolge
- Jugoslawischer Pokalsieger 1952, 1954, 1957 (mit Partizan Belgrad)
- Bester Torschütze im Europapokal der Landesmeister 1955/56

## Karriere als Trainer
Nach seiner aktiven Fußballer-Karriere begann er seine Trainerkarriere in der südserbischen Stadt Leskovac bei FK Dubočica. Über Proleter Zrenjanin wechselte er nach Mexiko zu Atlas Guadalajara, danach in die Türkei zu Beşiktaş Istanbul.
1981 kehrte er nach Jugoslawien zurück und führte zunächst Velež Mostar zum jugoslawischen Pokalsieg, bevor er mit Partizan Belgrad 1983 jugoslawischer Meister wurde. Von Ende 1984 bis 1985 trainierte er die Jugoslawische A-Nationalmannschaft, ehe er 1986 nochmals für zwei Jahre in der Türkei tätig war. Seine letzte Trainertätigkeit übte er in der Saison 1990/91 erneut bei Partizan Belgrad aus.

## Sonstiges
Miloš war der Bruder von Milorad, der ebenfalls an der WM 1958 mit Jugoslawien teilnahm, und Bora Milutinović, der insgesamt fünf verschiedene Mannschaften bei WM-Endrunden betreute.